# Hermandad de las 13 Villas
La Hermandad de las 13 Villas es una mancomunidad en el Camero Nuevo que está compuesto por 13 municipios de La Rioja (España).

## Descripción
La superficie de los pueblos que constituyen la Hermandad de las 13 Villas (Almarza, Gallinero, Lumbreras, Nestares, Nieva, Ortigosa, Pinillos, Pradillo, El Rasillo, Torrecilla, Viguera, Villanueva y Villoslada), es de 50.397 has, de propiedad mayoritariamente pública, sólo el 15% está en manos privadas. Prácticamente no existe actividad agrícola y la ganadería se sitúa sobre esa superficie de terrenos públicos de carácter comunal. La Ermita de la Virgen de la Luz de la Venta de Piqueras, donde la tradición cuenta que estuvo el despoblado de Pineda, alberga también la sede de la Hermandad, así como un bar-restaurante, alojamiento y un Centro de interpretación de la Trashumancia. 
Su fiesta se celebra el domingo anterior a San Juan (24 de junio). En esta fecha los alcaldes hacen las cuentas de los aprovechamientos de la finca de la Pineda, propiedad mancomunada de los 13 pueblos. En la fiesta se reparte una caridad de pan y carne a los asistentes, sistema muy común en estos pueblos, consistente en entregar, pan, vino, fruta o carne a los asistentes a fiestas y romerías.
El Camero Nuevo promociona el turismo en la hermandad. De hecho, han elaborado folletos para la visita a la mancomunidad.

## Historia
La historia de la Sierra de Cameros está vinculada a la de la repoblación de sus montañas a partir de la reconquista, después de la legendaria batalla de Clavijo. Su población viene de lejos ya que en las cuevas cameranas vivió el hombre primitivo y muchos grupos humanos dejaron sus restos en sus lugares de culto funerario. La romanización fue escasa, no obstante caminos de ese tiempo recorren la comarca y unían las ciudades romanas de Varea y Numancia. 
Existe la tradición de que la zona no fue ocupada por los árabes y por eso, nobles leoneses se instalaron en sus zonas más altas constituyendo una forma de poblamiento llamada ‘solares’. Posteriormente, la zona perteneció a los Condes de Cameros, con palacio en Nalda y en Yanguas, dado que la relación con Soria fue muy estrecha, tanto en lo administrativo como en lo ganadero, ya que sus rebaños pertenecían al Concejo de la Mesta Soriano. Desde 1833, la comarca se integra en la provincia de Logroño, a excepción de Montenegro de Cameros.
Su aislamiento hasta finales del siglo XIX debido a la orografía y a las condiciones climáticas ha hecho que Cameros haya tenido muchas relaciones con el sur de España por la dedicación de ganadera trashumante y los trabajos estacionarios de muchos de sus habitantes. Sus sierras no solo recibían a los ganados de los pueblos cameranos, sino que acudían a ellas ganaderos de otras partes de España.

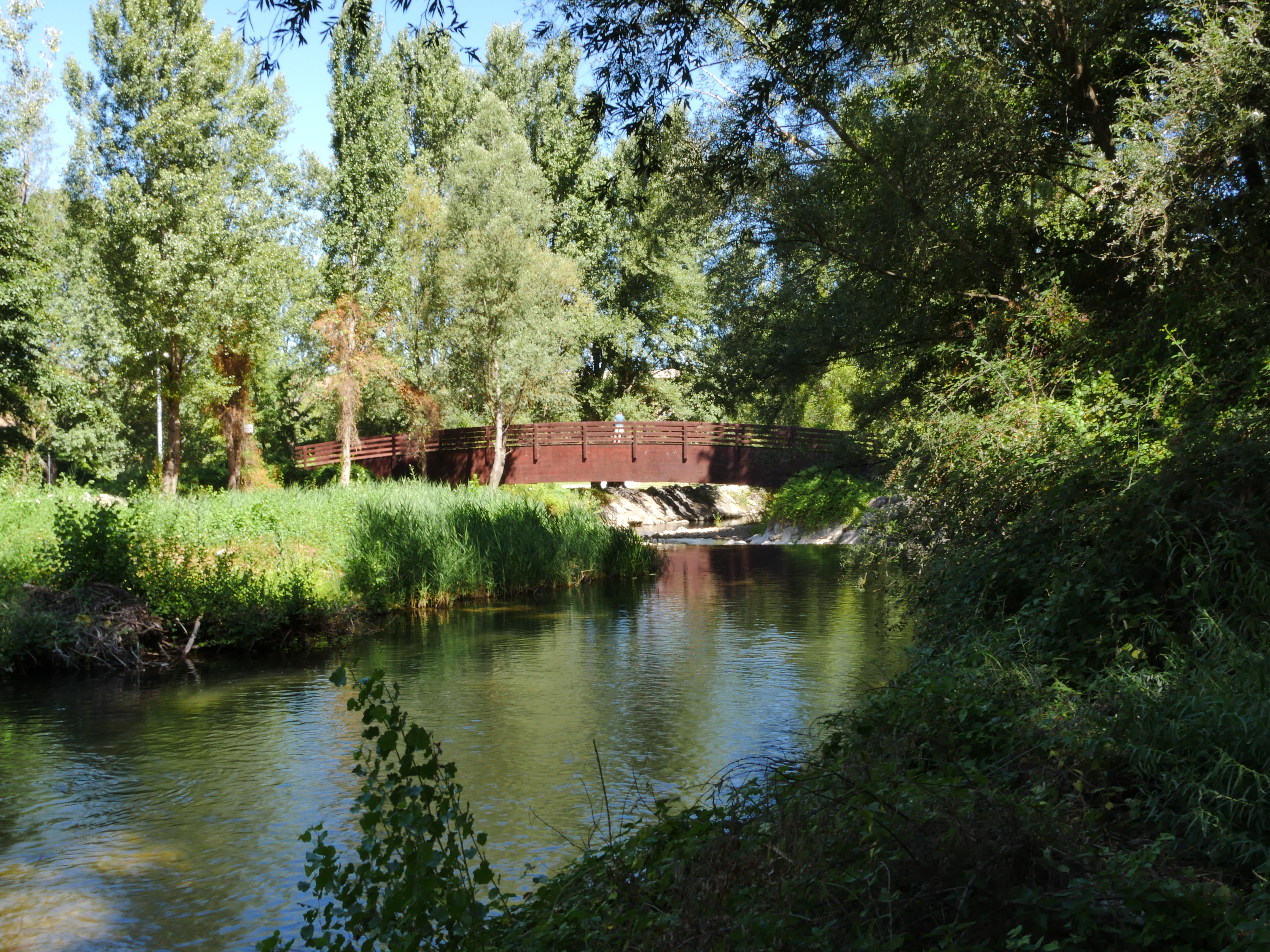
Río Iregua a su paso por un puente

## Geografía
Esta comarca, está encuadrada en el valle del río Iregua, que nace en una zona que nos recuerda los entornos glaciares del Pirineo. Conduce sus aguas hasta el cortado de las Peñas de Viguera e Islallana donde se abre la puerta de la sierra, siguiendo su curso por el valle. Sus dos laderas fueron terrenos de pastizal, hoy pobladas de masas forestales, y en ellas se ubican los pueblos, siempre en las laderas más soleadas y aprovechando las aguas de algún barranco tributario del Iregua. 
En estos espacios, encontramos majadas, corrales, tinadas de tradición ganadera, pero también ermitas dedicadas a los santos protectores de la zona. El Serradero en la margen izquierda, separa este valle del río Najerilla, y la Sierra de Camero Viejo, le distancia del valle del río Leza.